# Faustino Asprilla
Faustino Hernán Asprilla Hinestroza, född 10 november 1969 i Tuluá i Colombia, är en colombiansk före detta professionell anfallsspelare inom fotboll. Han var proffs åren 1988-2004, samt spelade 57 landskamper för colombianska landslaget åren 1993-2001, och deltog bland annat för Colombias vid VM 1994 i USA samt VM 1998 i Frankrike. Han var känd som bläckfisken för sin flexibilitet på plan. Som målgest brukade han slå volter, en så kallad Asprillavolt.

### Fotnoter
1. ↑  Andreas Cedhamre (8 januari 2009). ”Fem uppseendeväckande målgester”. Sportstory. Arkiverad från originalet den 25 augusti 2010. https://web.archive.org/web/20100825042749/http://www.sportstory.se/columns/viewPost.php?id=2. Läst 14 februari 2016.